# Klasztor Harichavank
Klasztor Harichavank (orm. Հառիճավանք) – zabytkowy ormiański klasztor z VII wieku, przebudowany na początku XII wieku znajdujący się we wsi Harricz, w prowincji Szirak, w północno-zachodniej Armenii.

## Historia
Najstarsze elementy zabudowań klasztoru datowane są na VII wiek, natomiast na początku XIII wieku został znacząco rozbudowany o charakterystyczne ormiańskie narteksy (gavity) i kopuły zdobione geometrycznymi wzorami wyrzeźbionymi w kamieniu. Z przedsionka kościoła prowadzą schody do sekretnego pomieszczenia pod kopułą, w którym w czasach niepokojów ukrywano kobiety i dzieci, a także ważne osobistości.